# سيرميليجاك
سيرميليجاك (بالجرينلاندية: Sermiligaaq)، بلدة تتبع بلدية سيرمرسوك جي جنوب شرق جرينلاند. يعني اسمها «جميلة المضيق الجليدي» باللغة الجرينلاندية.

## النقل والمواصلات
يخدم البلدة مهبط سيرميليجاك [الإنجليزية].

## السكان
بلغ عدد سكان سيرميليجاك 222 نسمة عام 2010.